# Wełna stalowa

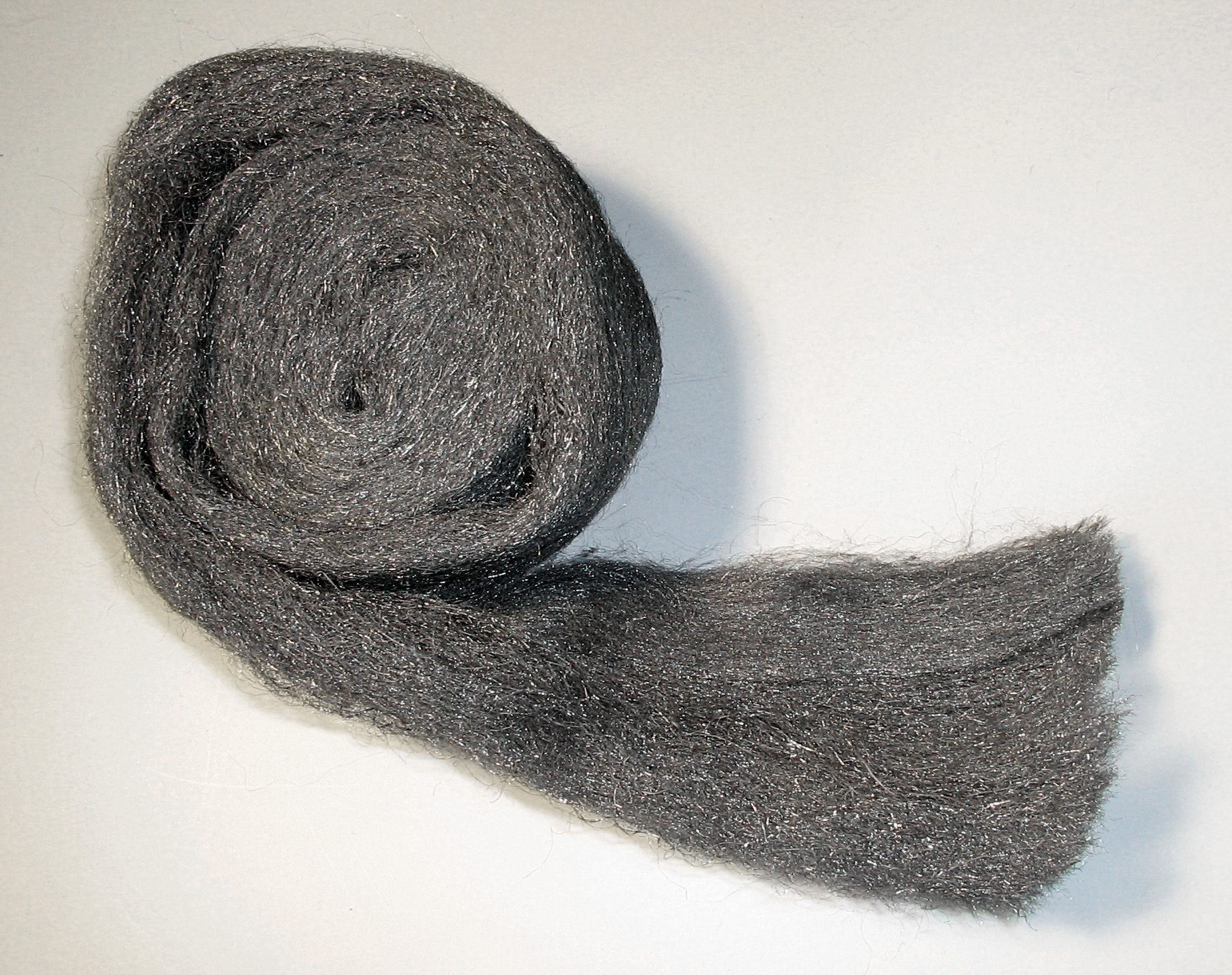
Wełna stalowa.

Wełna stalowa – poplątane, cienkie włókna stalowe.
Stosowana do usuwania starych powłok lakierniczych, szlifowania, wygładzania, polerowania, rozjaśniania drewnianych powierzchni bejcowanych.
Występuje w gradacjach oznaczonych 0000,  000, 00, 0, 1, 2, 3, 4, 5

## Zastosowanie
- 0000, 000 – polerowanie drewna, mosiądzu, miedzi, cyny, aluminium. Satynowanie polerowanych powłok lakierniczych.
- 00, 0 - czyszczenie mosiądzu, aluminium i innych metali oraz drewna.
- 1, 2 – ścieranie warstw podkładowych
- 3, 4, 5 - zgrubne czyszczenie.